# Horithimmanahalli, Kadur
Horithimmanahalli là một làng thuộc tehsil Kadur, huyện Chikmagalur, bang Karnataka, Ấn Độ.